# Puig Castellar (Vidrà)
El Puig Castellar és una muntanya de 1.255 metres que es troba al municipi de Vidrà, a la comarca d'Osona.